# Красний (Кошехабльський район)
Красний (рос. Красный; адиг. Плъыжьы) — хутір Кошехабльського району Адигеї Росії. Входить до складу Майського сільського поселення.
Населення — 220 осіб (2015 рік).